# Vroegkinderlijke Chronische Traumatisering
Vroegkinderlijke Chronische Traumatisering (VCT), ook wel vroegkinderlijk trauma of jeugdtrauma genoemd, is het gevolg van het ervaren van stressvolle en (potentieel) traumatische gebeurtenissen aangevangen voor het achtste levensjaar die een schadelijke invloed hebben op de psychische, biologische en sociale ontwikkeling van een persoon.

## Kenmerken
Er is sprake van vroegkinderlijk trauma als de gebeurtenissen lang hebben aangehouden, deze binnen de interpersoonlijke context plaatsvonden, repetitief waren en een negatieve invloed hadden op de normale ontwikkeling. Het kan hier gaan om onder andere seksueel geweld, fysieke en/of mentale mishandeling, verwaarlozing, het ervaren van traumatisch verlies, getuige zijn van huiselijk geweld, het ondergaan van pijnlijke medische behandelingen en opgroeien in oorlogsomstandigheden en/of daaruit moeten vluchten.
Jaarlijks zijn er in Nederland ongeveer 118.000 kinderen en jongeren, ongeveer drie procent van de bevolking, slachtoffer van omstandigheden die kunnen leiden tot VCT.

## Gevolgen en behandeling
Personen met vroegkinderlijk trauma hebben een vergrote kans om later in hun leven psychische, lichamelijke of maatschappelijke problemen te ontwikkelen. Zo hebben zij vaker last van hechtingsproblemen, depressies, CPTSS, dissociatieve stoornissen, angststoornissen, eetstoornissen, schizofrenie, persoonlijkheidsstoornissen, somatisatiestoornissen, verslavingsproblemen, problemen met emotieregulatie en/of gedragsproblemen.
Naast mentale klachten hebben personen met vroegkinderlijk trauma vaker last van fysieke klachten zoals longziekten, hart- en vaatziekten, diabetes mellitus en neurofysiologische problemen. Daarnaast krijgen zij vaker te maken met arbeidsuitval en loopbaanonderbreking, werkloosheid, eenzaamheid, dakloosheid, criminaliteit en (huiselijk) geweld.
Ter behandeling van het vroegkinderlijk trauma wordt vanwege de complexiteit vaak gekozen voor een multidisciplinaire integrale traumabehandeling waarbij verschillende aspecten van de klachten behandeld worden.